# Great Blue Hole

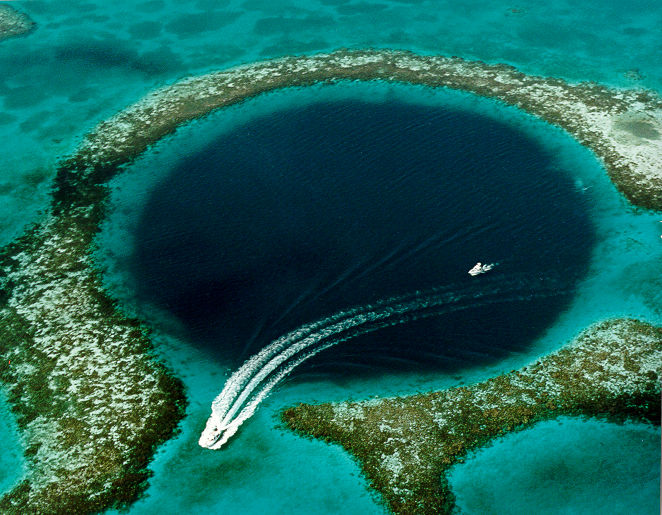
De Great Blue Hole, nabij Ambergris Caye, Belize.

Het Great Blue Hole is een onderwatergrot voor de kust van Belize. Het ligt nabij het midden van het Lighthouse-rif, een klein atol voor de kust van het vasteland. Het is een attractie voor sportduikers sinds Jacques-Yves Cousteau in 1971 met zijn schip Calypso de exacte diepte kwam opmeten.
Het 'grote blauwe gat' is bijna perfect cirkelvormig, met een diameter van 300 meter en een diepte van 124 meter. Tijdens de laatste ijstijd, toen de zeespiegel nog niet zo hoog stond, was het een kalksteengrot, waarvan later het dak ingestort is. Het ligt 70 kilometer van de kust.